# John Byron
John Byron (8. listopadu 1723 – 10. dubna 1786, Londýn) byl britský admirál. Kromě účasti ve válkách podnikl plavbu kolem světa (1766–1768), která přispěla k zeměpisným objevům a také rozšíření britské koloniální říše. Kariéru zakončil v hodnosti viceadmirála (1780). Jeho vnukem byl básník George Gordon Byron.

## Životopis

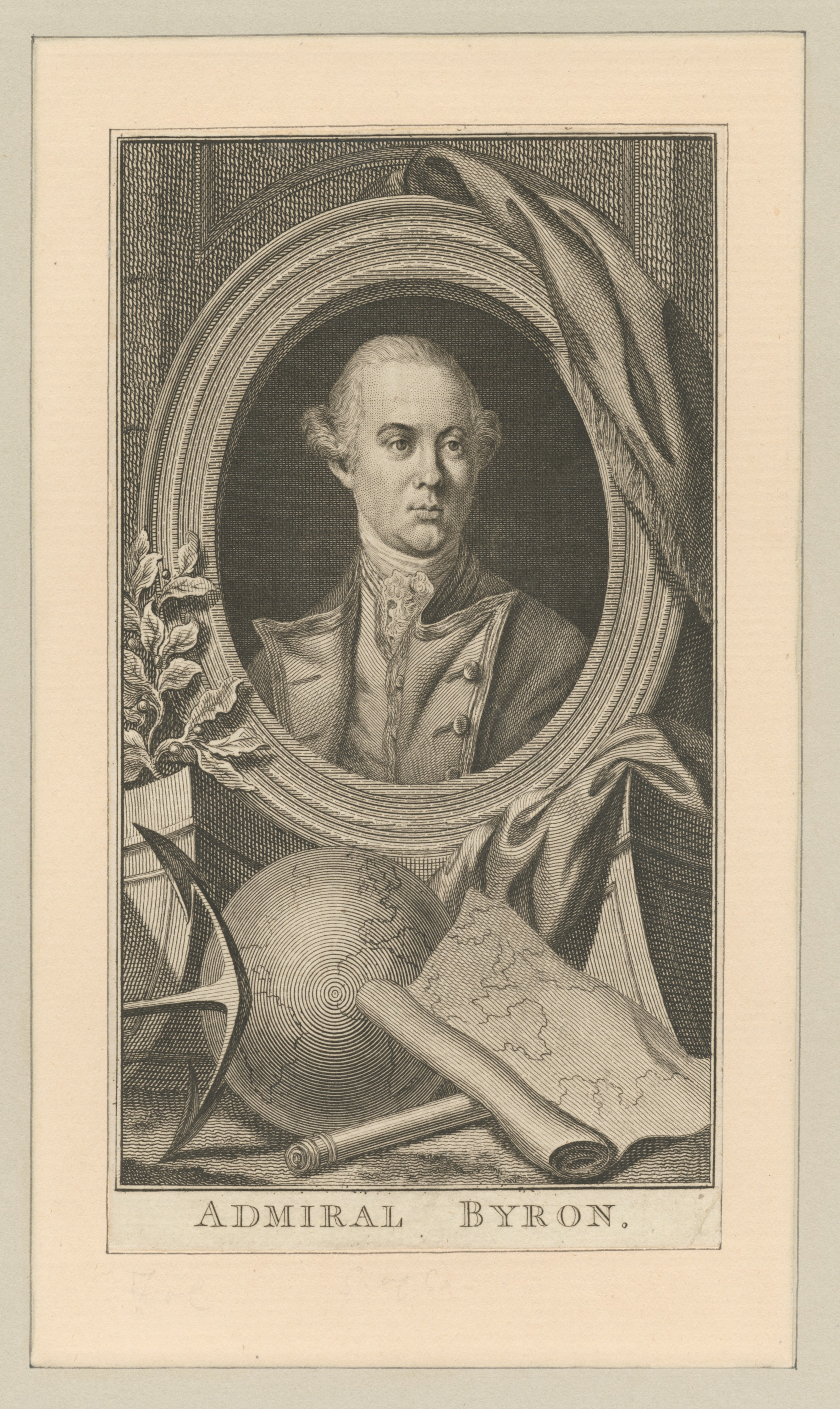
Admirál Byron (1778, New York Public Library)

Pocházel ze starého šlechtického rodu Byronů, narodil se jako mladší syn Williama Byrona, 4. barona Byrona (1669–1736), po matce Frances byl potomkem rodu Berkeleyů. Studoval na Westminster School a ve čtrnácti letech vstoupil do královského námořnictva. Pod velením admirála G. Ansona se zúčastnil plavby kolem světa, cestu ale nedokončil, protože jeho loď HMS Wager ztroskotala u břehů Chile. S několika muži pak absolvoval dobrodružnou plavbu na člunu podél pobřeží, než se dostal do španělského zajetí, ze kterého byl propuštěn. Své dobrodružství z let 1741–1744 sepsal v knize The Narrative of the Honourable John Byron (1768), která byla ve své době značně populární a dočkala se několika vydání.
V roce 1746 byl jmenován kapitánem a později se u břehů Kanady zúčastnil sedmileté války. V letech 1764–1766 v hodnosti komodora podnikl cestu kolem světa na lodi HMS Dolphin (jednalo se o první plavbu kolem zeměkoule, která trvala kratší dobu než dva roky). Během této cesty mimo jiné zabral pod britskou správu souostroví Falklandy. V letech 1769–1772 byl guvernérem v kanadské provincii Newfoundland a v roce 1775 dosáhl hodnosti kontradmirála. V letech 1778–1780 byl vrchním velitelem v Karibiku, respektive na Závětrných ostrovech a zúčastnil se války proti USA. V roce 1779 byl formálně uveden do funkce vrchního velitele u břehů Severní Ameriky, ale mezitím byl vážně zraněn a na další aktivní službu rezignoval. V roce 1780 byl povýšen na viceadmirála, ale kvůli zdravotním problémům dožil v soukromí na svých statcích.
V roce 1748 se oženil se svou sestřenicí Sophií Trevanion, s níž měl pět dětí. Ze synů starší John (1756–1791) sloužil v armádě, mladší George (1758–1793) byl kapitánem Royal Navy. Johnovým synem a dědicem baronského titulu byl básník George Gordon Byron, 6. baron Byron.